# Прайс, Линдсей
Линдсей Джейлин Прайс (англ. Lindsay Jaylyn Price; род. 6 декабря 1976, Аркейдия, Калифорния) — американская телевизионная актриса, наиболее известная по ролям Джанет Со́сны в сериале «Беверли-Хиллз, 90210» и Джоанны Фрэнкель в сериале «Иствик». Она также запомнилась зрителям по ролям в «мыльных операх», таких как «Все мои дети» и «Дерзкие и красивые».

## Ранние годы
Линдсей Прайс родилась 6 декабря 1976 года в Аркейдии, Калифорния. Её мать кореянка, а отец имеет немецко-ирландские корни, они также являются сводными братом и сестрой. У Линдсей есть старший брат Брайан. Она окончила Колледж Искусств в Пасадине.

## Карьера
Свою карьеру Линдсей Прайс начала в 1980-х годах, исполняя песню для рекламы фирмы Toys-R-Us. В 1989 году она сыграла в эпизоде сериала «Чудесные годы», а также вместе со своим братом Брайаном приняла участие в игровом телешоу «Я говорю!». Прайс хорошо запомнилась зрителям по роли девочки-подростка Эн Ли Чен в дневной мыльной опере «Все мои дети».
В январе 1998 года Линдсей была приглашена в сериал «Беверли-Хиллз, 90210», где играла до его окончания в мае 2000 года. В сериале она исполнила роль Джанет Со́сны, графического дизайнера газеты Beverly Beat. Кроме того, она сыграла в другой мыльной опере «Дерзкие и красивые».
Среди других работ Линдсей можно выделить роли в сериалах «Пеппер Деннис», «Помадные джунгли» и «Иствик», снятый по мотивам фильма 1987 года «Иствикские ведьмы». Она также сыграла много эпизодических ролей в других сериалах.
Линдсей Прайс увлекается музыкой. В 2005 году она выпустила сольный альбом, музыку к которому написала сама.

## Личная жизнь
В 2004—2007 года Линдсей была замужем за телевизионным продюсером Шоном Пиллером.
С 2008 года она жила вместе с актёром Джошем Рэднором (сериал «Как я встретил вашу маму»), но в 2009 году пара рассталась.
С 8 июня 2013 года Линдсей замужем во второй раз за поваром Кёртисом Стоуном, с которым она встречалась 3 года до их свадьбы. У супругов есть два сына — Хадсон Стоун (род.06.11.2011) и Эмерсон Спенсер Стоун (род.16.09.2014).

## Фильмография
| Год       |    | Русское название                                      | Оригинальное название                                 | Роль                                |
| --------- | -- | ----------------------------------------------------- | ----------------------------------------------------- | ----------------------------------- |
| 1984      | с  | Finder of Lost Loves                                  | Finder of Lost Loves                                  | Лан                                 |
| 1985      | с  | Воздушный волк                                        | Airwolf                                               | испуганная девочка                  |
| 1986      | с  | Отель                                                 | Hotel                                                 | Ким Лан                             |
| 1986      | с  | Ньюхарт                                               | Newhart                                               | девочка-скаут                       |
| 1987      | с  | My Two Dads                                           | My Two Dads                                           | Энни                                |
| 1988      | тф | Место на столе                                        | A Place at the Table                                  | студентка                           |
| 1988      | ф  | Пурпурный людоед                                      | Purple People Eater                                   | Кейси                               |
| 1989      | с  | Чудесные годы                                         | The Wonder Years                                      | Лори                                |
| 1991      | тф | Плимут                                                | Plymouth                                              | Эйприл Мэтьюсон                     |
| 1991      | с  | Жизнь продолжается                                    | Life Goes On                                          | студентка                           |
| 1991      | с  | Паркер Льюис не может проиграть                       | Parker Lewis Can’t Lose                               | Шейенн Томас                        |
| 1991—1993 | с  | Все мои дети                                          | All My Children                                       | Эн Ли Чен                           |
| 1993      | с  | Парень познаёт мир                                    | Boy Meets World                                       | Линда                               |
| 1994      | с  | ABC Afterschool Specials                              | ABC Afterschool Specials                              | Лори                                |
| 1994      | с  | Дни нашей жизни                                       | Days of Our Lives                                     | Мэри                                |
| 1995      | ф  | Ангус                                                 | Angus                                                 | девушка                             |
| 1996      | с  | Maybe This Time                                       | Maybe This Time                                       | Вероника                            |
| 1995—1997 | с  | Дерзкие и красивые                                    | The Bold and the Beautiful                            | Мишель Лай                          |
| 1997      | с  | Head Over Heels                                       | Head Over Heels                                       |                                     |
| 1998      | ф  | Hundred Percent                                       | Hundred Percent                                       | Кливлэнд                            |
| 1998      | с  | Фрейзер                                               | Frasier                                               | Шэрон                               |
| 1998      | с  | C-16: ФБР                                             | C-16: FBI                                             | Рита                                |
| 1999      | ф  | Taking the Plunge                                     | Taking the Plunge                                     |                                     |
| 1999      | ф  | The Big Split                                         | The Big Split                                         | подруга Трейси                      |
| 1998—2000 | с  | Беверли-Хиллз, 90210                                  | Beverly Hills, 90210                                  | Джанет Сосна / Джанет Сосна Сэндерс |
| 2001      | тф | The Heart Department                                  | The Heart Department                                  | Джульет Ли                          |
| 2001      | с  | Джек и Джилл                                          | Jack & Jill                                           | Эмили Кантор                        |
| 2001      | ф  | No Turning Back                                       | No Turning Back                                       | Сойд                                |
| 2001      | с  | C.S.I.: Место преступления                            | CSI: Crime Scene Investigation                        | Ким Марита                          |
| 2002      | с  | Мёртвая зона                                          | The Dead Zone                                         | доктор Шэрон Визак                  |
| 2001—2003 | с  | Фирменный рецепт                                      | Becker                                                | Аманда                              |
| 2003      | с  | Любовь на шестерых                                    | Coupling                                              | Джейн Хонда                         |
| 2004      | ф  | Клуб ужасов                                           | Club Dread                                            | Ю                                   |
| 2004      | с  | Гора                                                  | The Mountain                                          | Ванесса                             |
| 2004      | с  | Лас-Вегас                                             | Las Vegas                                             | Миа Данкан                          |
| 2005      | ф  | Водный террор                                         | Waterborne                                            | Жасмин                              |
| 2005      | с  | Секреты на кухне                                      | Kitchen Confidential                                  | Одри                                |
| 2004—2005 | с  | Морская полиция: Спецотдел                            | NCIS: Naval Criminal Investigative Service            | лейтенант Пэм Ким                   |
| 2006      | с  | Пеппер Деннис                                         | Pepper Dennis                                         | Кимми Ким                           |
| 2007      | ф  | Cosmic Radio                                          | Cosmic Radio                                          | в роли самой себя                   |
| 2007      | с  | Как я встретил вашу маму                              | How I Met Your Mother                                 | Кэти                                |
| 2008      | ф  | Elevator People Bring You Up When You're Feeling Down | Elevator People Bring You Up When You're Feeling Down | Гвен                                |
| 2008      | тф | Тайны летнего домика                                  | Secrets of the Summer House                           | Никки Виккершэм                     |
| 2009      | ф  | Одинокая улица                                        | Lonely Street                                         | Фелисия Куотлбаум                   |
| 2008—2009 | с  | Помадные джунгли                                      | Lipstick Jungle                                       | Виктори Форд                        |
| 2010      | тф | Who Gets the Parents                                  | Who Gets the Parents                                  | Бренда                              |
| 2009—2010 | с  | Иствик                                                | Eastwick                                              | Джоанна Фрэнкель                    |
| 2011      | с  | C.S.I.: Место преступления Нью-Йорк                   | CSI: NY                                               | Кейт Прайс                          |
| 2018—2019 | с  | Разделённые вместе                                    | Splitting Up Together                                 | Камилла                             |